# Helen Jameson
Helen Jameson (25 settembre 1963) è un'ex nuotatrice britannica.

## Carriera
Ha fatto parte della staffetta che ha vinto la medaglia d'argento nella 4x100m misti alle Olimpiadi di Mosca 1980.

## Palmarès
- Giochi olimpici

Mosca 1980: argento nella 4x100m misti.